# Eugmo
Eugmo är en tätort i Larsmo kommun i landskapet Österbotten i Finland. Vid tätortsavgränsningen den 31 december 2021 hade Eugmo 784 invånare och omfattade en landareal av 3,78 kvadratkilometer. Eugmo ligger på Prästasholmen.